# Претвич, Якуб
Якуб Претвич (ок. 1546—1613) — государственный и военный деятель Речи Посполитой, каштелян каменецкий, воевода подольский (1607—1613), староста теребовльский.

## Биография
Представитель немецкого баронского рода Претвичей герба «Вчеле», происходившего из Силезии. Сын старосты барского и теребовльского Бернарда Претвича (ок. 1500—1563) от второго брака с Барбарой Завадской.
Упоминается как Якуб Претвич из Гаврон. В 1592 году присутствовал на свадьбе польского короля Сигизмунда III Вазы с Анной Австрийской в Кракове. Вместе с о своим другом, старостой снятынским Николаем Язловецким, нес балдахин над сакраментом.
В конце XVI в. Якуб Претвич ремонтировал теребовльский замок (захваченный восставшими казаками под руководством Северина Наливайко в июле 1595 года). 10 июля 1596 года в письме к Криштофу Нечковскому и запорожским казакам просил передать Каспару Подвысоцкому, чтобы он не боялся (за участие в походах Г. Лободы и С. Наливайко), так как Якуб Претвич напишет письмо великому и польному коронным гетмананам, беря Каспара под свою охрану и покровительство.
Был назначен правительством комиссаром по казацким делам. Одержал победы над крымскими татарами под Збаражем, Торубом и Раставицей, победил казаков под Пястковом.
В 1607 году Якуб Претвич получил должность воеводы подольского.
Выдал средства на строительство костёла и монастыря доминиканцев в Шаровке, а также для деятельности коллегиума в Каменце-Подольском.
В 1613 году Якуб Претвич скончался, был похоронен в построенной им костеле в Шаровке.